# Cláudio do Carmo Vieira
Cláudio do Carmo Vieira war  im indonesisch besetzten Osttimor Politiker und Verwaltungsbeamter.

## Werdegang
Vieira stammt aus einer adligen Familie aus Moro (Suco Parlamento). Sein Bruder Pedro war in den 1970er Jahren Liurai von Pairara (Distrikt Lautém). Cláudio Vieira war in der portugiesischen Kolonialzeit Schreiber der Verwaltung in Suai.
1974 kam es in Portugal zur Nelkenrevolution. Portugiesisch-Timor wurde, wie die anderen Kolonien, auf die Unabhängigkeit vorbereitet. Cláudio Vieira wurde Mitglied der APODETI, einer Partei, die den Anschluss der Kolonie an Indonesien propagierte und vom Nachbarstaat aus finanziert wurde. Als es durch indonesischen Einfluss 1975 zum Bürgerkrieg zwischen União Democrática Timorense und FRETILIN kam, kämpfte Vieira mit der APODETI auf Seiten der UDT mit, die aber innerhalb von drei Wochen unterlag. Viele Anhänger flohen nach Indonesien, das dies als Begründung zur Besetzung Osttimors nutzte. Offen begann die Invasion am 7. Dezember 1975. Die Grenzgebiete waren schon vorher mit als UDT-Kämpfern getarnten Truppen besetzt worden. Vieira arbeitete als Partisan für die Indonesier im Team Umi in den westlichen Gebieten Osttimors.
In Lospalos, der Distriktshauptstadt von Lautém, marschierten die Indonesier am 3. Februar 1976 ein. Bis Oktober 1976 waren auch die Orte Lautém und Tutuala und die sie verbindenden Straßen in indonesischer Hand. Noch im Mai desselben Jahr wurde Vieira von den Indonesiern zum Bupati (Regierungspräsidenten) des Distrikts Lautém ernannt. Ab 1977 drang die indonesische Armee auch in die bisher unbesetzten Gebiete im Osten des Landes vor und zerstörte die letzten Widerstandsbasen. Bis 1979 war Osttimor weitgehend unter der Kontrolle Indonesiens, doch der bewaffnete Widerstand ging weiter. Mehr und mehr verlagerte die Forças Armadas de Libertação Nacional de Timor-Leste (FALINTIL) ihre Operationen gegen die Besatzung in den Osten des Landes, auch nach Lautém. Zwischen dem 5. und 8. August 1983 desertierten Hunderte von Mitgliedern der bewaffneten indonesischen Milizen (Wanra, Hansip) aus dem Distrikt Lautém und schlossen sich der FALINTIL an. In ihren Heimatorten führten die Indonesier daraufhin Strafaktionen durch.
Ende November wurden in Muapitine FALINTIL-Unterstützer festgenommen. Eine Zeugin berichtete der Empfangs-, Wahrheits- und Versöhnungskommission von Osttimor (CAVR), dass Vieira am 8. Dezember mit fünf dieser Gefangenen zusammen mit indonesischen Militärangehörigen nach Muapitine kam. Die Dorfbewohner seien gezwungen worden, die fünf Gefangenen hinzurichten. Da einer der Opfer die Versuche überlebte, soll er auf Anweisung eines Soldaten des Battalion 641 lebendig begraben worden sein. Bis 1985 blieb Vieira Bupati von Lautém. Dann wurde er von Oberstleutnant Hendrikus (Henricos) Hardjatno abgelöst.
1999 zogen die Indonesier wieder aus Osttimor ab. Vieira lebt nun in Indonesien. Seine Tochter Eufrasia Vieira arbeitet als Fotomodell. Sein Sohn Florencio Mario Vieira engagiert sich in der indonesischen Provinz Nusa Tenggara Timur für die Partei der Bewegung Großes Indonesien (Gerinda) von Ex-General Prabowo Subianto.